# Sono yo no tsuma

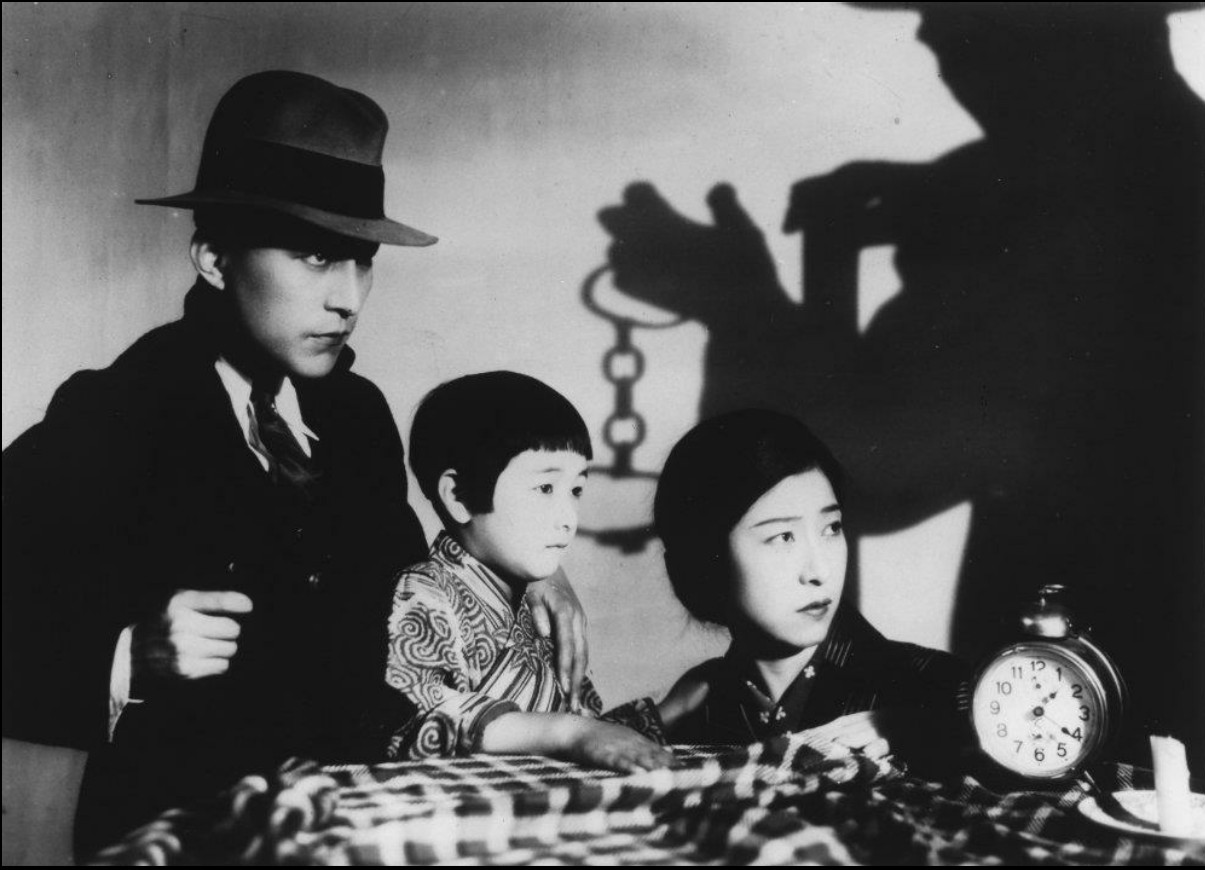
D'esquerra a dreta : Tokihiko Okada, Mitsuko Ichimura i Emiko Yagumo a Sono yo no tsuma (1930).

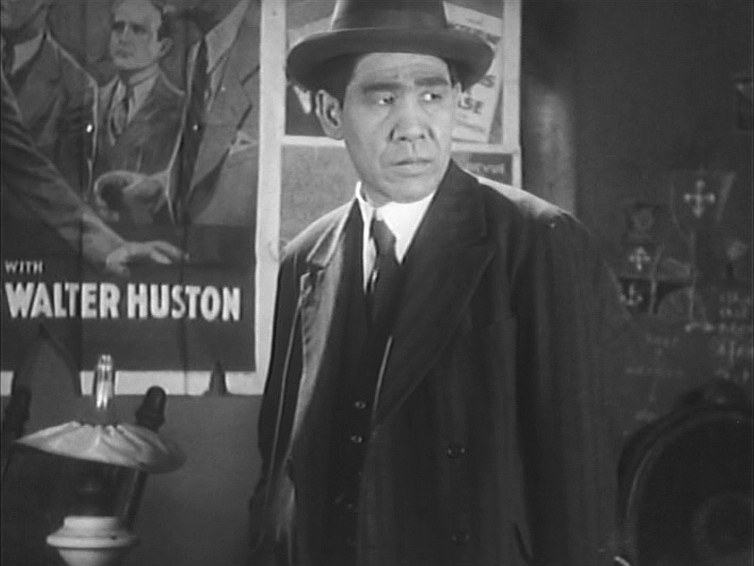
Tōgō Yamamoto a Sono yo no tsuma (1930).

Sono yo no tsuma (その夜の妻, L'esposa d'aquella nit) és una pel·lícula de drama i ficció criminal japonesa de 1930 dirigida per Yasujirō Ozu. És protagonitzada per Tokihiko Okada, Tatsuo Saitō, Chishū Ryū, Emiko Yagumo i Tōgō Yamamoto en els papers principals.

## Argument
Un home, Shuji Hashizume, atraca un banc a punta de pistola, deixant una empremta sagnant de la mà mentre fuig de la policia. En un altre lloc, un metge atén una noia anomenada Michiko. El metge li diu a la mare de la noia, Mayumi, que la Michiko no podria no passar de la nit; si ho fa, però, passarà el pitjor de la seva malaltia. La noia es desperta i demana pel seu pare, però Mayumi li diu que ha sortit a buscar diners per la medicina.
Shuji escapa per poc de ser capturat per la policia i truca a un metge des d'una cabina de telèfon. Sembla que en Shuji és el pare de la Michiko, i el metge li informa que Michiko està en estat crític i que hauria de tornar a casa immediatament. Shuji agafa un taxi a casa i es retroba amb la seva dona i la seva filla, lliurant els diners que ha robat. Quan la Mayumi dedueix que els ha robat, en Shuji afirma que tenint en compte la pobresa de la família no va tenir més remei, i li diu que quan la Michiko es recuperi s'entregarà a la policia.
Un detectiu, Kagawa, arriba i entra per la força a l'apartament mentre Shuji s'amaga. Malgrat les protestes de la Mayumi que està espantant la seva filla, Kagawa revela que conduïa el taxi amb què Shuji va anar a casa per localitzar-lo. Quan en Kagawa està a punt de trobar en Shuji, Mayumi agafa l'arma d'en Shuji i desarma en Kagawa. Shuji es nega a escapar i no vol deixar en Michiko, mentre Mayumi afirma que els quatre s'han de quedar a l'apartament fins que Michiko es recuperi, moment en què el detectiu pot portar en Shuji a la policia.
Durant la nit mentre vigila en Kagawa, Mayumi s'adorm. Quan es desperta descobreix que en Kagawa li ha pres les armes; tanmateix, simplement li diu que descansi una mica fins que el metge pugui arribar al matí. El metge finalment arriba i confirma que la Michiko ha passat la seva fase crítica i que estarà millor aviat. Després de marxar, Mayumi s'adona que en Kagawa s'ha adormit i ella ajuda a Shuji a escapar de l'apartament.
Tornant a l'apartament, descobreix que Kagawa s'ha despertat. Quan se'n va, la parella troben en Shuji esperant fora, ha decidit entregar-se. S'acomiada de la Michiko, que encara està adormida, i de la Mayumi, abans que ell i en Kagawa marxin. La Michiko es desperta just quan se'n van, i en Kagawa i en Shuji comparteixen una cigarreta a l'exterior mentre Michiko i Mayumi s'acomiaden d'ells des de la finestra del seu apartament mentre la parella camina cap a la comissaria.

## Repartiment
- Mitsuko Ichimura com Michiko, filla[3]
- Tokihiko Okada com Shuji Hashizume, marit
- Chishū Ryū com policia
- Tatsuo Saitō com Suda, metge[4]
- Emiko Yagumo as Mayumi, wife
- Tōgō Yamamoto com el Detectiu Kagawa[5]

## Producció
L'actor Tōgō Yamamoto que interpreta l'inspector va començar la seva carrera als Estats Units, interpreta exactament com els policies de les pel·lícules americanes Segond Tadao Satō, en conjunt, sembla una pel·lícula rodada a Hollywood.